# Wapen van Kessel (Noord-Brabant)

Het wapen van Kessel

Het wapen van Kessel is op 16 juli 1817 bij besluit van de Hoge Raad van Adel aan de voormalige Noord-Brabantse gemeente Kessel bevestigd. Op 1 januari 1821 is Kessel opgegaan in de gemeente Alem, Maren en Kessel. Deze gemeente heeft nooit een wapen aangevraagd, maar gebruikte het wapen van Maren in de kleuren van het wapen van Kessel officieus tot aan de opheffing in 1958. Kessel werd ingedeeld bij Lith. In het wapen van Lith zijn geen elementen overgenomen uit het wapen van Kessel. Sinds 1 januari 2011 valt Kessel onder Oss.

## Geschiedenis
Het schependomzegel van Kessel stond model voor het wapen. Op dit zegel hangt het wapen van de heerlijkheid Kessel aan een lindeboom, als teken van rechterlijke macht. Het wapen gaat terug tot aan ridder Willem van Kessel. De HRvA bevestigde het wapen met een tak van een linde als schildhouder. Hetzelfde wapen, maar dan zonder een schildhouder, werd bevestigd aan de heerlijkheid Kessel.

## Blazoen
De beschrijving van 16 juli 1817 luidt als volgt: 
In zilver een beurtelings gekanteelde dwarsbalk van sabel. Het schild ter linkerzijde vergezeld van een gebladerde tak van natuurlijke kleur.
De heraldische kleuren in het wapen zijn zilver (wit) en sabel (zwart). In het register staat geen beschrijving vermeld, deze is later toegevoegd. In de heraldiek zijn links en rechts van achter het schild gezien; voor de toeschouwer zijn deze dus verwisseld.

## Verwant wapen

Wapen van de heerlijkheid Kessel

Aalburg
· Aalst
· Aarle-Rixtel
· Alem 
· Alem, Maren en Kessel
· Almkerk
· Alphen en Riel
· Andel
· Baardwijk
· Bakel en Milheeze
· Beek en Donk
· Beers
· Berghem
· Berkel-Enschot
· Berlicum
· Besoyen
· Beugen en Rijkevoort
· Bladel en Netersel
· Bokhoven
· Borkel en Schaft
· Boxmeer
· Budel
· Capelle
· Chaam
· Cromvoirt
· Cuijk
· Cuijk en Sint Agatha
· De Werken en Sleeuwijk
· Den Dungen
· Deurne en Liessel
· Dieden, Demen en Langel
· Diessen
· Dinteloord (en Prinsenland)
· Dinther
· Dommelen
· Drongelen, Haagoort, Gansoijen en Doeveren
· Drunen
· Duizel en Steensel
· Dussen
· Eersel
· Eethen
· Emmikhoven en Waardhuizen
· Empel en Meerwijk
· Engelen
· Erp
· Esch
· Escharen
· Fijnaart en Heijningen
· Gassel
· Geffen
· Geldrop
· Gemert
· Genderen
· Gestel en Blaarthem
· Giessen
· Ginneken en Bavel
· Grave
· 's Gravenmoer
· Haaren 
· Halsteren
· Haps
· Haren en Macharen
· Hedikhuizen
· Heesch
· Heeswijk
· Heeswijk-Dinther
· Heeze
· Helvoirt
· Herpt
· Hoeven
· Hooge en Lage Mierde
· Hooge en Lage Zwaluwe
· Hoogeloon, Hapert en Casteren
· Huijbergen
· Kessel
· Klundert
· Landerd
· Leende
· Liempde
· Lierop
· Lieshout
· Linden
· Lith
· Luyksgestel
· Maarheeze
· Maasdonk
· Maashees en Overloon
· Made en Drimmelen
· Maren
· Meeuwen
· Megen, Haren en Macharen
· Mierlo
· Mill en Sint Hubert
· Moergestel
· Nederwetten en Eckart
· Nieuw-Ginneken
· Nieuw-Vossemeer
· Nieuwkuijk
· Nistelrode
· Nuenen en Gerwen
· Nuland
· Oeffelt
· Oerle
· Oijen en Teeffelen
· Oost-, West- en Middelbeers
· Oploo, Sint Anthonis en Ledeacker
· Ossendrecht
· Oud en Nieuw Gastel
· Oudenbosch
· Oudheusden
· Princenhage
· Prinsenbeek
· Putte
· Raamsdonk
· Ravenstein
· Reek
· Reusel
· Riethoven
· Rijsbergen
· Rijswijk
· Roosendaal en Nispen
· Rosmalen
· Sambeek
· Schaijk
· Schijndel
· Sint Anthonis
· Sint-Michielsgestel
· Sint-Oedenrode
· Soerendonk, Sterksel en Gastel
· Sprang
· Sprang-Capelle
· Standdaarbuiten
· Stiphout
· Stratum
· Strijp
· Terheijden
· Teteringen
· Tongelre
· Uden
· Udenhout
· Veen
· Veghel
· Veldhoven en Meerveldhoven
· Velp
· Vessem, Wintelre en Knegsel
· Vierlingsbeek
· Vlierden
· Vlijmen
· Vrijhoeve-Capelle
· Wanroij
· Waspik
· Werkendam
· Westerhoven
· Wijk en Aalburg
· Willemstad
· Woensel (en Eckart)
· Woudrichem
· Wouw
· Zeeland
· Zesgehuchten
· Zevenbergen